# Мухаммад V аль-Гані
Абу́ Абдуллах Мухаммад V ібн Юсуф (араб. أبو عبد الله محمد بن يوسف‎‎‎; нар. 4 січня 1338 — 16 січня 1391) — 8-й емір Гранадського емірату в 1354—1359 і 1362—1391 роках. Мав лакаб аль-Гані біллах (араб. الغني بالله), що перекладається як «Той, хто задоволений Богом».

## Перше панування
Походив з династії Насрідів. Син Юсуфа I, еміра Гранади, та наложниці Бутайни. Народився 1338 року в Гранаді. У 1354 році після загибелі батька успадкував трон. Втім фактичну владу мав візир Абу Ну'айм Ридван. У 1358 році надав підтримку Педро I, королю Кастилії, у війні проти Арагону, надав 3 галери й порт Малаги для базування кастильського флоту.
Втім 1359 році внаслідок заколоту Мухаммада V було повалено його зведеним братом Ісмаїлом, що став новим еміром. Мухаммад зумів втекти до Гуадікса, де почав збирати вірні загони. Через внутрішнє протистояння в Кастилії її король не зміг надати Мухаммадові V допомоги. Тому той зрештою перебрався до Марокко.

### Боротьба за трон
1360 року новий емір Мухаммад VI домовився з марокканським султаном Абу Салімом Ібрагімом щодо недопущення Мухаммада V на Піренейський півострів. Лише 1361 року під тиском Кастилії султан дозволив колишньому емірові переправитися до м. Рондо на Піренеях. Тут він спільно з кастильським королем Педро I розпочав військові дії проти Мухаммада VI. Після перемоги у 1361 році в битві біля Белільйоса, союзники зазнали поразки у битві біля Гуадікса в січні 1362 року.
В подальшому Мухаммад V діяв окремо від Педро I, оскільки останній бажав розширити свої володіння за рахунок Гранадського емірату. Мухаммад V зумів захопити 1362 року Малагу, що було другим за вагою містом в еміраті. Невдовзі Мухаммад V зумів зайняти Гранаду, де населення було невдаволене їх еміром.
У квітні Педро I заманив Мухаммада VI у пастку, де наказав схопити і стратити. В результаті Мухаммад V знову був визнаний за еміра Гранади.

### Друге панування
1365 року відправив посольство до єгипетського султана Шабана II з метою отримати фінансову та військову допомогу. Але еміру Гранади було надано лише 2 тис. єгипетських динарів.
Спочатку дотримувався мирних стосунків з Кастилією і Марокко. Втім у 1366 року вирішив використати боротьбу за кастильський трон між Педро I і Енріке Трастамара. Спочатку захопив Хаєн, але втратив його 1367 року. Втім 1368 року гранадські війська зайняли Убеду, а потім Кордову. Втім 1369 року мусив залишити Кордову.
У 1370 році уклав союз з Португалією та Арагоном, спрямований проти Кастилії. Того ж року зумів захопити Альхесірас. 1373 року було укладено мирну угоду з Кастилією, що затвердила завоювання Гранади. У 1374 році гранадцями було захоплено Гібралтар. Війська Гранади успішно діяли, оскільки кастильська армія переважно боролася проти арагонської та португальської. Того ж року втрутився у боротьбу за владу в Марокко, підтримавши претендента Абу'л Аббаса Ахмада, який став султаном. Втім останній у 1387 році захопив Сеуту, що належала Гранаді.
В подальшому дотримувався мирних стосунків з усіма сусідами. Багато уваги приділяв розвитку торгівлі, ремісництва в емірату, надав підтримку поетам, науковцям, митцям. За його панування відбулося розбудова Альгамбри.
Помер Мухаммад V аль-Гані у 1391 році. Йому спадкував син Юсуф II аль-Мустагані.